# 헹크 흐롤
헹크 흐롤(네덜란드어: Henk Grol)로도 불리는 힌드릭 하르마뉘스 아르놀뒤스 흐롤(네덜란드어: Hindrik Harmannus Arnoldus Grol, 1985년 4월 14일~)은 네덜란드의 전직 유도 선수이다. 2008년과 2012년 하계 올림픽에서 남자 하프헤비급 동메달을 획득했으며 세계 선수권 대회에서 은메달 3개를 획득했다.